# Saint-Exupéry-les-Roches
Saint-Exupéry-les-Roches è un comune francese di 563 abitanti situato nel dipartimento della Corrèze nella regione della Nuova Aquitania.

## Società

### Evoluzione demografica
Abitanti censiti